# Balbisia gracilis
Balbisia gracilis là một loài thực vật có hoa trong họ Vivianiaceae (hoặc trong họ Francoaceae nghĩa rộng). Loài này được Franz Julius Ferdinand Meyen miêu tả khoa học đầu tiên năm 1834 dưới danh pháp Wendtia gracilis. Năm 1973 Armando Theodoro Hunziker và Luis Ariza Espinar chuyển nó sang chi Balbisia.

## Phân bố
Loài này có từ miền trung Chile về phía nam tới Argentina.